# 1963년 베트남 공화국 쿠데타
1963년 베트남 공화국 쿠데타(베트남어: Cuộc đảo chính tại Nam Việt Nam năm 1963)는 1963년 11월 1일 베트남 공화국의 혼란의 도가니 속에서 즈엉반민 등 몇몇 베트남 공화국 고위 군사 사령관들이 쿠데타를 일으켜 응오딘지엠 정권을 전복시킨 사건이다.

## 배경
당시 미국의 지원으로 응오딘지엠에 의해 세워진 베트남 공화국은 응오딘지엠 정권의 부정부패로 인해 썩고 있었고 더욱이 정부의 불교 탄압에 대항해 1963년 6월 11일 틱꽝득 승려의 분신 자살로 악화되고 있었다.
이러한 상황을 참을 수 없었던 베트남 공화국의 즈엉반민 장군은 프랑스 사관학교 출신 트란 반 돈 장군, 제2군단장 응우옌칸, 응우옌반티에우, 응우옌까오끼 등 여러 동지들을 모아 6월부터 쿠데타를 준비하기 시작했다.

## 계획
그러나 쿠데타 주역들은 2개의 군단을 포섭하였으나 수도 사이공에는 동조 군사 조직을 마련하지 못해 응오딘지엠이 8월 21일 계엄령을 선포해 타지역 주둔 병력을 사이공으로 불러들이자 자신들의 병력을 사이공으로 불러들여 대통령궁을 공격할 계획을 세웠다.
그러나 응오딘지엠은 이를 허용하지 않고 불교 사찰을 수색하고 승려들을 죽이라고 명령을 내렸다. 이에 쿠데타 세력은 응오딘지엠의 반감을 사 사임당한 특수부대 지휘관 돈 댓 딘을 포섭하기 위해 응오딘지엠과 응오딘누 형제를 이간질했고 응오딘지엠이 응오딘누를 복권시키자 중요한 동지를 얻은 쿠데타 세력은 탱크를 사이공으로 불러들여 젊은 장교들까지 쿠데타 세력이 동조하기 시작했고 해병대 2개 대대와 공수부대까지 쿠데타에 가담하게 되었다.
M-113 병력 수송차량 중대의 지원을 받는 해병대대는 쿠데타 선봉으로 제1기동부대 역할을 맡고 제6공수대대와 훈련대는 12대의 장갑차량 지원을 받아 제2기동부대 역할을 맡고 응우옌반티에우의 경호 부대인 제5사단 7연대 2대대와 9연대 2대대는 제3기동부대 역할을 맡아 사이공 장악을 하기로 했으며, 응우옌반티에우는 곡사포로 대통령궁을 공격하기로 했다. 이로써 약 40대의 탱크와 수많은 병력을 보유한 쿠데타 세력은 1963년 11월 1일 거사를 진행했다.

## 진행

### 쿠데타의 초기와 대통령궁의 전투
1963년 11월 1일 오후 1시 30분에 거사를 진행한 쿠데타 세력은 해병대를 앞세워 경찰 본부와 우체국, 방송국 등을 점령했다. 응오딘지엠은 긴급히 돈 댓 딘을 호출했으나 그의 부관이 부재 중이라 하였다. 그 사이 트란 반 돈 장군의 부대가 참모본부 장교클럽에서 오찬파티를 열고 있던 남베트남 고위장성을 체포하고 쿠데타 세력이 대통령궁을 포위하고 대통령 친위부대의 항복을 권유했다.

### 응오딘지엠의 미국 구원 요청
항복을 거부하자 대통령 경호부대와 쿠데타 세력 간의 치열한 전투가 벌어졌다. 응오딘지엠은 휘하 부대에게 구원을 요청했으나 응답이 없었고 구원은커녕 쿠데타에 동조하는 부대만 많아졌다.
경호부대의 완강한 저항으로 전투가 계속되자 쿠데타 세력은 응오딘지엠에게 항복하면 망명을 허용하겠으나, 저항하면 살해할 것이라고 경고했다. 다급해진 응오딘지엠은 로지 미국 대사에게 연락했으나 대사는 "각하의 안전을 위해 국외로 나갈 수 있는 준비를 해두었다"고 대답했다. 응오딘지엠은 거부했다.

### 쿠데타의 성공과 응오딘지엠의 최후

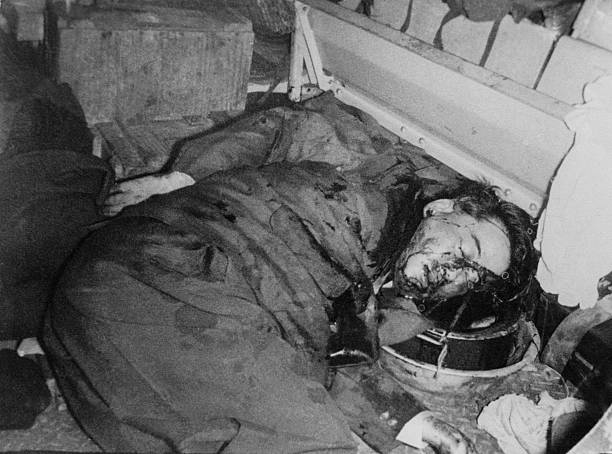
쿠데타 세력에게 살해당한 응오딘지엠의 시체

1963년 11월 2일 새벽 3시 15분부터 쿠데타군은 총공격을 가했다. 그 사이 응오딘지엠과 응오딘누 형제가 비상 통로를 이용해 중국인 거주 지역 쩌런으로 빠져나갔고 쿠데타군은 오전 6시 대통령궁을 완전히 장악했다. 응오딘지엠 형제로부터 항복한다는 연락을 받은 쿠데타군은 거액의 돈을 가지고 도망친 디엠 형제를 체포했다. 체포 소식을 받은 쿠데타군은 호송용 장갑 차량을 보냈다. 그러나 호송 도중 응오딘지엠과 응오딘누 형제는 두 손이 뒤로 묶인 채 살해당했다.

## 결과
쿠데타의 성공으로 주역 즈엉반민 장군이 대통령 자리에 올랐다. 적어도 응오딘지엠의 피살은 원하지 않았던 미국 정부는 큰 충격을 받았다.
당시 미국 방문 중이던 응오딘누의 아내 마담 누는 케네디 대통령에게서 암살 소식을 전해 들은 뒤 실신했으며 3주 뒤에는 케네디 자신도 암살당했다.

## 같이 보기
- 5·16 군사정변#이승만을 신임하고 4.19세력을 불신하던 미국 대통령 케네디